# Supercopa de España de Baloncesto 1986
La Supercopa de España de Baloncesto o Copa Federación 1986 fue la 3.ª edición desde su fundación. Se disputó en el Palacio de los Deportes de Riazor de La Coruña el 16 de octubre de 1986.

## Equipos participantes
| Equipo               | Clasificación                                      | Participación |
| -------------------- | -------------------------------------------------- | ------------- |
| Real Madrid          | Campeón de Copa del Rey 1986 y de Liga ACB 1985-86 | 3º            |
| Ron Negrita Joventut | Subcampeón de Copa del Rey 1986                    | 2º            |

## Final
| 16 de octubre de 1986, 18:45 | Ron Negrita Joventut                                             | 74–67                              | Real Madrid                                                          | |  |
| 18:45 GTM+1                  | Marcador por tiempos: 35–29, 39–38                               | Marcador por tiempos: 35–29, 39–38 | Marcador por tiempos: 35–29, 39–38                                   | |  |
|                              | Estadísticas Jordi Villacampa 20 Mike Schultz 9 tres jugadores 1 | Pts Reb Asts                       | Estadísticas Chechu Biriukov 20 Fernando Romay 10 cuatro jugadores 1 | Pabellón: Palacio de los Deportes de Riazor, La Coruña Asistencia: 6.500 espectadores Árbitros: Vicente Sanchís Eduardo Sancha |  |

| Campeón de la Supercopa de España 1986 |
| -------------------------------------- |
| Ron Negrita Joventut 2º título         |